# Comando Ejecutivo de las Fuerzas Libanesas
El Comando Ejecutivo de las Fuerzas Libanesas (en árabe: القوات اللبنانية – القيادة التنفيذية; Al-Quwwat al-Lubnaniya – Al-Qiyada Al-Tanfeethiyya) fue un bando disidente de la milicia de las Fuerzas Libanesas liderado por Elie Hobeika, basado en la ciudad de Zahle durante la década de los 80. Fue fundado inicialmente bajo el nombre Fuerzas Libanesas – Levantamiento (القوات اللبنانية – الانتفاضة; Al-Quwwat al-Lubnaniya – Intifada).

## Antecedentes
Las Fuerzas Libanesas – Levantamiento fueron fundadas por Elie Hobeika y sus seguidores en 1985, tras su rebelión contra Fouad Abou Nader, jefatura en las Fuerzas Libanesas y derrocamiento por Samir Geagea poco después, quien lo expulsó del liderazgo en enero del año siguiente, a causa de desacuerdos con respecto a un pacto con Siria (véase sección sobre el conflicto). Fueron precedidas por la milicia de Los Jóvenes, o Shabeb, también bajo Hobeika. Más tarde, la organización fue nombrada Comando Ejecutivo de las Fuerzas Libanesas, financiados por Siria. Hobeika y sus hombres no poseían ningún apoyo de la población cristiana de Zahle, que prefirió a las Fuerzas Libanesas convencionales bajo Geagea, y más tarde al gobierno militar del general Michel Aoun.

## Estructura y organización
Inicialmente, el Comando Ejecutivo poseía no más de 600 o 700 hombres, pero llegó a reclutar a una cantidad estimada entre 1,000 y 2,000 después. Los miembros de esta organización eran en su mayoría maronitas, 300 de ellos operando en el occidente de Beirut (controlado principalmente por milicias musulmanas, contrarias a las Fuerzas Libanesas de inclinación cristiana), mientras el resto estaba estacionado en Zahle.
Aparte de vehículos armados con cañones sin retroceso, ametralladoras pesadas o armas antiaéreas, la milicia no tenía más equipamiento propio y dependía del Ejército Sirio.

## Comandantes
- Elie Hobeika
- Georges Melko
- Maroun Machahalani
- Michel Zouen

## Actividades ilegales
Visto como una extensión más de la ocupación siria en el Líbano, el Comando Ejecutivo fue conocido por su falta de disciplina y excesiva violencia (similar a sus antecesores, Shabeb), permitiendo a sus miembros secuestrar civiles o violar mujeres a discreción. Desde sus cuarteles en el Hotel Kadiri, en el centro de Zahle, Elie Hobeika mantuvo un centro de telecomunicaciones internacional (evidentemente ilegal) y una red de narcotráfico que se extendía por toda la región de la Bekaa.
A mediados de los años 80, junto al Ejército del Sur del Líbano y la Agencia Central de Inteligencia (CIA), el Comando Ejecutivo intentó asesinar al ayatolá chiita Mohamed Husein Fadlalllah (uno de los líderes del Hezbollah) con un automóvil lleno de explosivos, pero mataron a 83 personas (entre ellas Jihad Fadlallah, el hermano del objetivo) e hirieron a 256 más. La campaña de atentados con coches bomba que siguió entre marzo y julio de 1986 fue, en gran parte, hecha por el Comando Ejecutivo de las Fuerzas Libanesas.

## Guerra civil libanesa
Tras el asesinato del fundador de las Fuerzas Libanesas, miembro e hijo del fundador del partido Falangista (Kataeb) y presidente electo Bashir Gemayel en 1982, le sucede en la comandancia su primo Fadi Frem, y al mismo tiempo su hermano, Amine Gemayel, también del Kataeb, como jefe de Estado. Al tener una relación gélida con Amine, Fadi Frem es reemplazado por Fouad Abou Nader.
Aun así, los conflictos internos siguen, en especial, el 12 de marzo de 1985, cuando Samir Geagea, Elie Hobeika, y Karim Pakradouni se rebelan contra el liderazgo de Abou Nader, ya que sentían que el último no era lo suficientemente capaz para mantenerlas. Hobeika es nombrado como comandante de las FL y Samir Geagea se convierte en el principal jefe militar, sin embargo, la relación entre Hobeika y Geagea se deteriora, ya que Hobeika se encontraba negociando con Siria en secreto. El 28 de diciembre de 1985, Elie Hobeika (representando a las Fuerzas Libanesas) y otros dos partidos, los cuales eran los principales en el conflicto para el momento (el PSP y Harakat Amal) firman el Acuerdo Tripartito, al cual se opone la gran mayoría de líderes derechistas y cristianos, entre ellos Geagea, ya que este acuerdo daba poder ilimitado a los sirios desde su perspectiva.
El año de 1986 inició con el pie izquierdo para las Fuerzas Libanesas, dado a la disputa entre Hobeika y Geagea; se reportaron intercambios de cohetes y disparos en Zalka y Nahr El Mott. El 13 de enero, el Kataeb (afiliado al presidente Gemayel) atacó a los hombres de Hobeika, pero estos ataques fueron frenados por las fuerzas armadas. Dos días más tarde, el 15 de enero, Samir Geagea atacó a los cuarteles de Elie Hobeika en Beirut junto a los falangistas, lo que acaba en la muerte de 100 personas después de ocho horas de combate, derrocándo a Hobeika y forzándole a rendirse y exiliarse, primero en París y luego en Damasco.
Unos cuantos meses después de su caída, Hobeika se traslada a Zahle y funda a las Fuerzas Libanesas – Levantamiento, y planea retomar el este de Beirut. El 10 de agosto, el excomandante Fouad Abou Nader es herido tras una serie de combates en Dora. Finalmente, el día sábado 27 de septiembre de 1986, 500 miembros de las Fuerzas Libanesas – Levantamiento (ya renombradas como "Comando Ejecutivo") intentaron invadir el este de Beirut y Achrafieh junto al Ejército Sirio, donde se encontraban algunos de los bastiones más importantes de las Fuerzas Libanesas legítimas. Los combates acabaron con la vida de 65 personas y hieren a más de 200, y terminan en un fracaso total, ya que Geagea y el Ejército repelieron este ataque.

### 1989-1990
Amine Gemayel deja la presidencia en septiembre de 1988 sin un sucesor establecido, pero nombra al general Michel Aoun como primer ministro 15 minutos antes del final de su mandato. El general Aoun se opone a otro primer ministro, Selim Hoss, quien había estado en el puesto de manera interina antes, por lo tanto, el Líbano no tuvo un presidente, sino dos primeros ministros luchando por el reconocimiento internacional. Aunque Michel Aoun fue expulsado de su puesto como comandante de las Fuerzas Armadas, logró quedarse por la lealtad de gran parte de sus soldados y la popularidad de la que gozaba, liderando de facto.
Aoun no aprobaba al Acuerdo de Taif, ya que este no ponía un límite a la presencia militar externa en el Líbano, por lo que Aoun comienza una campaña contra Siria, conocida como Guerra de Liberación, en marzo de 1989. Después, Aoun inicia una ofensiva contra las Fuerzas Libanesas de Geagea (llamada Guerra de Eliminación por las FL) el 31 de enero de 1990. En este conflicto, el Comando Ejecutivo de Hobeika se alía con el Partido Socialista Progresista druso de Walid Jumblatt contra las tropas de Aoun en la segunda batalla de Souk El Gharb.
Subsecuentemente, el parlamento se organiza en una base aérea y elige a René Moawad como presidente, pero este es asesinado y reemplazado por Elias Hrawi. Ambas elecciones son criticadas y nombradas como "ilegítimas" por el general Aoun.
Las Fuerzas Libanesas de Geagea habían tomado la gran mayoría de la costa desde Jounieh a Beirut, inclinando la balanza a favor de las FL. La lucha entre Aoun y Geagea sigue hasta 1990, cuando Siria bombardea el palacio presidencial de Baabda.

#### Bombardeo del Palacio de Baabda
Tras casi dos años de sitio, Michel Aoun se refugia en la embajada francesa. A las siete de la mañana del 13 de octubre de 1990, varios Sukhoi Su-7 sirios bombardean el palacio presidencial. A las ocho y media, el general hace una transmisión desde la embajada, pidiendo a sus soldados que se rindan; Al mismo tiempo le pidió a sus oficiales que "resistieran por cuatro o cinco horas más". Los soldados del palacio levantan banderas blancas, pero abren fuego contra los sirios, matando a 150 de ellos.
El Comando Ejecutivo asistió a las tropas sirias y luchó contra la 5.ª Brigada de Infantería del ejército, derrotándola. Más al norte, alrededor del Matn, el Comando Ejecutivo apoyó al Partido Social Nacionalista Sirio (PSNS) para tomarse las posiciones de Aoun. Tras el bombardeo en Baabda, se cometieron atrocidades, y se reporta que más de 800 civiles y combatientes murieron por ejecuciones, violación, y saqueo. Varios soldados libaneses fueron llevados a prisiones en Siria. Tras la victoria siria en la guerra, seguiría un periodo de ocupación de quince años, en los cuales los sirios secuestrarían y asesinarían a varios opositores.

## Disolución
Como se estipuló en el Acuerdo de Taif, el gobierno libanés le ordenó al Comando Ejecutivo disolverse y entregar sus armas pesadas el 28 de marzo de 1991, con un límite de tiempo puesto para el 30 de abril. Aunque la organización dejó de existir, varios de sus miembros se quedaron como la columna vertebral de la organización privada de seguridad de Elie Hobeika, hasta el día en que este fue asesinado con un coche bomba el 24 de enero de 2002.